# Gruppo di NGC 1024
Il Gruppo di NGC 1024 comprende almeno tre galassie situate nella costellazione dell'Ariete. La distanza media tra il centro di massa di questo gruppo e la nostra Via Lattea è di circa 160 milioni di anni luce (49,1 Mpc). NGC 1024 e NGC 1029 formano una coppia di galassie.

## Membri
Le tre galassie componenti il gruppo, indicate nell'articolo di Garcia del 1993, sono elencate nella tabella seguente.
| Nome     | Classificazione | Tipo        | RA (J2000.0)  | DEC (J2000.0) | Velocità radiale (km/s) | Magnitudine apparente | Distanza (Mpc) | Dimensioni (kal) |
| -------- | --------------- | ----------- | ------------- | ------------- | ----------------------- | --------------------- | -------------- | ---------------- |
| NGC 990  | E               | Ellittica   | 02h 36m 18.2s | 11° 38′ 31″   | 3508 ± 21               | 12,5                  | 48,3 ± 3,4     | 78               |
| NGC 1024 | (R')SA(r)ab     | Spirale     | 02h 39m 11.9s | 10° 50′ 49″   | 3531 ± 6                | 12,1                  | 48,8 ± 3,4     | 211              |
| NGC 1029 | S0/a            | Lenticolare | 02h 39m 36.5s | 10° 47′ 36″   | 3635 ± 18               | 13,2                  | 50,2 ± 3,5     | 57               |

Il sito DeepskyLog permette di trovare agevolmente le costellazioni in cui si trovano le galassie; in alternativa si possono utilizzare le coordinate delle galassie per individuarle. Se non altrimenti indicato, le coordinate sono quelle fornite dal sito NASA/IPAC (National Aeronautics and Space Administration / Infrared Processing and Analysis Center).